# Neopistria
Neopistria är ett släkte av fjärilar. Neopistria ingår i familjen nattflyn.
Kladogram enligt Catalogue of Life:
| Neopistria | \| \| Neopistria esmeralda \| \| \| \| \| \| Neopistria viridinotata \| \| \| \| |
|            | \| \| Neopistria esmeralda \| \| \| \| \| \| Neopistria viridinotata \| \| \| \| |
|            | Neopistria esmeralda                                                             |
|            |                                                                                  |
|            | Neopistria viridinotata                                                          |
|            |                                                                                  |